# Burggrub (Geiselwind)

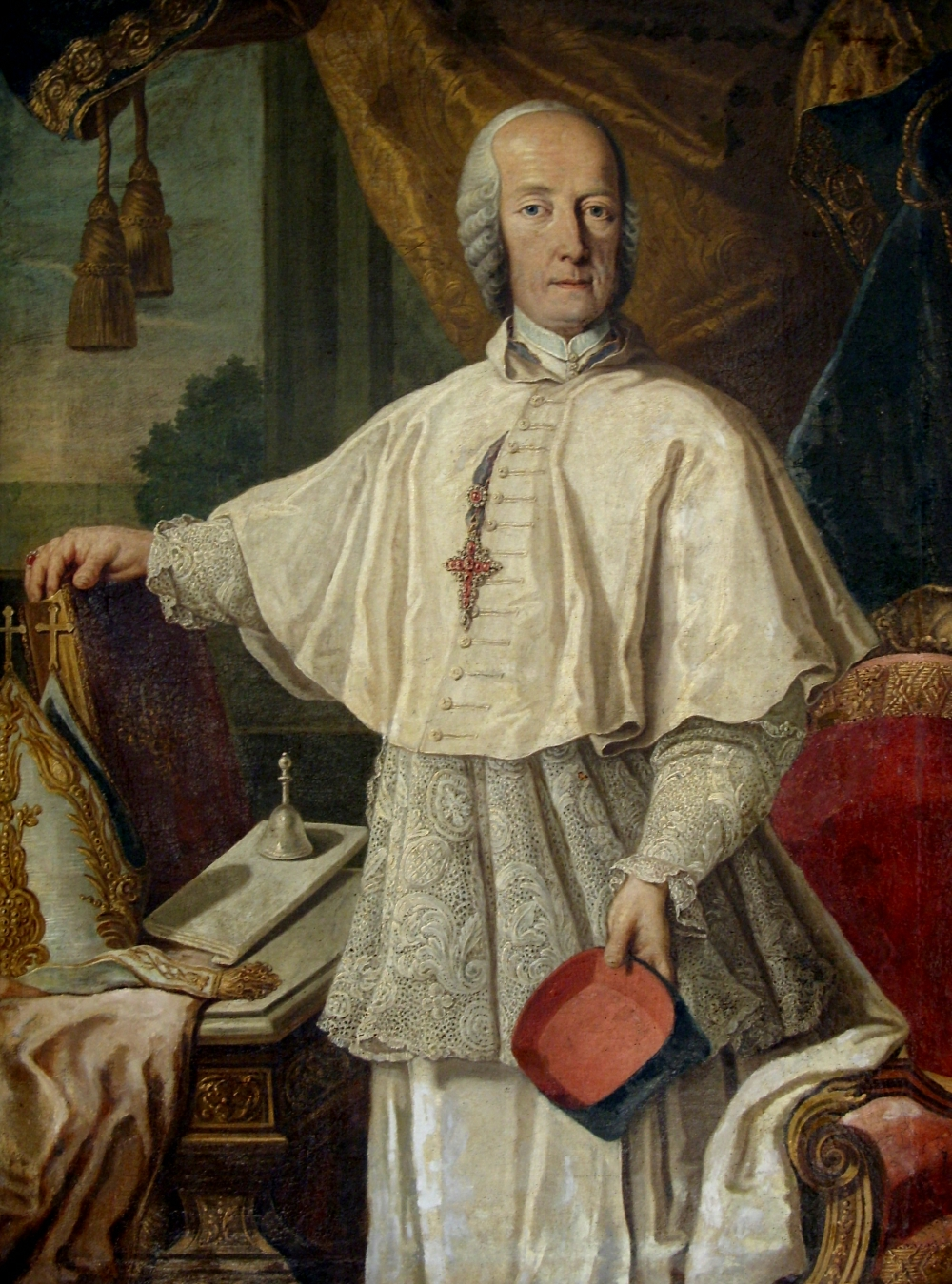
Der Abt Dominikus I. von Speinshart wurde in Burggrub geboren

Burggrub (früher Altengrub genannt; fränkisch: Oldngrub) ist ein Gemeindeteil des Marktes Geiselwind im unterfränkischen Landkreis Kitzingen. Die Gemarkung Burggrub hat eine Fläche von 2,040 km². Sie ist in 271 Flurstücke aufgeteilt, die eine durchschnittliche Fläche von 7528,34 m² haben. In ihr liegt neben dem namensgebenden Ort der Gemeindeteil Neugrub.

## Geografische Lage
Das Dorf liegt am Schweißbach, einem linken Zufluss der Reichen Ebrach, und ist im Westen und Osten von Höhenzügen des Steigerwaldes flankiert. Die Kreisstraße KT 49 führt entlang des Schweißbachs nach Ilmenau (1,7 km nordwestlich) bzw. nach Holzberndorf (1,3 km südöstlich). Eine Gemeindeverbindungsstraße führt nach Neugrub (1 km westlich).

## Geschichte
Der Ortsname verweist, ähnlich wie Neugrub, auf die natürlichen Begebenheiten in der Umgebung des Dorfes. Das Grundwort -grub entstammt dem mittelhochdeutschen Wort gruobe, was Grube oder Steinbruch bedeutet. Wahrscheinlich lag der alte Ort in einer Geländemulde. Burggrub, zur Unterscheidung vom jüngeren Neugrub auch als Altengrub bezeichnet, wäre danach die Burg bei der Geländegrube oder beim Steinbruch.
Erstmals erwähnt wurde der Ort im Jahr 1298. Damals übergab Graf Heinrich II. zu Castell dem Kloster Ebrach einige Rechte in seiner Herrschaft. Unter anderem wird in der Urkunde auch „Grůbe“ aufgeführt. Die Zisterziensermönche aus Ebrach hatten auch 1340 noch Anteil an der Dorfherrschaft. Das Dorf tauchte im Urbar der Abtei auf. Erst 1448 veräußerten die Mönche ihre Güter und Rechte in „Grub“. Die Herren von Crailsheim wurden neue Dorfherren.
Um 1500 bebauten die Bewohner von Grub auch die Felder der wüst gefallenen Siedlung Ilmenau. Die Besitzbeschreibung von 1504 führt Grub als Besitz der „Creylshamer“, während der wichtige Schaftrieb noch 1563 in den Händen der Grafen zu Castell war. 1568 erhielt Sebastian von Weingarten „Grueb“ als Erbe der Crailsheimer. In der zweiten Hälfte des 16. Jahrhunderts war das Dorf kurze Zeit ganz verlassen, erst mit der erneuten Erwerbung durch die Crailsheimer wurde es wieder besiedelt.
Im Jahr 1629 tauchte erstmals die Bezeichnung Burggrub auf, wahrscheinlich auch, weil nun mit Neugrub ein Ausbauort ähnlichen Namens in der unmittelbaren Umgebung bestand. Wolf von Crailsheim hatte die Wüstung wieder besiedeln lassen und ein kleines Schloss errichtet. Im Jahr 1732 war Burggrub ein Teil der Herrschaft Schwarzenberg.
Mit dem Gemeindeedikt (frühes 19. Jahrhundert) wurde Burggrub dem Steuerdistrikt Aschbach zugeordnet. Mit dem Zweiten Gemeindeedikt (1818) wurde Burggrub der Ruralgemeinde Ilmenau zugewiesen. Am 20. Februar 1823 erfolgte die Umgemeindung nach Wasserberndorf. Im Zuge der Gebietsreform in Bayern wurde Burggrub am 1. Januar 1972 nach Geiselwind eingegliedert.

### Baudenkmäler
Das ehemalige Schloss der Herren von Crailsheim wurde im Jahr 1568 von Wolfgang errichtet. Der Walmdachbau weist einen Dachreiter und profilierte Fensterrahmungen auf. Die Reste eines Rundbogenportals und des ehemaligen Wassergrabens haben sich erhalten.
ehemalige Baudenkmäler
- Ehemalige Zehntscheune zu Haus Nr. 10. Mächtiger langgestreckter Bruchsteinbau mit Halbwalmdach, wohl 18. Jahrhundert. Zwei rechteckige Scheunentore mit Hausteingewände.[13]
- Haus Nr. 11: Bauernhaus. Zweigeschossiges Wohnstallhaus des 18./19. Jahrhunderts; Stallteil als Garage umgebaut. Erdgeschoss massiv, verputzt, drei zu zwei Achsen im Wohnteil. Obergeschoss und Giebel unverputztes Fachwerk mit Eindrittel-, Zweidrittel- und wandhohen Streben. Halbwalmdach auf profilierter Holztraufe. Tür Anfang des 19. Jahrhunderts.[13]
- Felsenkeller des 19. Jahrhunderts, westlich von Haus Nr. 11. Rundbogiger, hausteingerahmter Eingang mit verwitterter Jahreszahl im Scheitel.[13]

### Einwohnerentwicklung
| Jahr      | 001819 | 001836 | 001840 | 001861 | 001871 | 001885 | 001900 | 001925 | 001950 | 001961 | 001970 | 001987 | 002025 |
| Einwohner | 45     | 68     | 68     | 67     | 85     | 78     | 69     | 63     | 63     | 60     | 57     | 48     | 45     |
| Häuser    |        | 13     | 13     |        |        | 14     | 15     | 14     | 13     | 14     |        | 12     |        |
| Quelle    | [ 8 ]  | [ 15 ] | [ 16 ] | [ 17 ] | [ 18 ] | [ 19 ] | [ 20 ] | [ 21 ] | [ 22 ] | [ 23 ] | [ 24 ] | [ 25 ] | [ 1 ]  |

## Bildung
Burggrub gehört heute zum Sprengel der Drei-Franken-Grundschule im Hauptort Geiselwind. Ab der 5. Klasse besuchen die Kinder die Nikolaus-Fey-Mittelschule in Wiesentheid. Weiterführende Schulen können mit der Mädchenrealschule in Volkach, der Realschule in Ebrach und mit der Realschule in Dettelbach besucht werden. Gymnasien gibt es in Münsterschwarzach (Egbert-Gymnasium), Volkach-Gaibach (Franken-Landschulheim Schloss Gaibach), Wiesentheid (Steigerwald-Landschulheim) und Kitzingen (Armin-Knab-Gymnasium). Bereits in Mittelfranken liegt das Gymnasium Scheinfeld.

## Religion
Burggrub ist römisch-katholisch geprägt und bis heute nach St. Burkard (Geiselwind) gepfarrt.

## Persönlichkeiten
- Dominikus I. von Lieblein (geboren als Johann Bernhard Lieblein, 1707–1771), Abt des Klosters Speinshart in der Oberpfalz[26]